# God of War (coleções de jogos)
God of War é uma série de jogos eletrônicos de ação e aventura baseada nas mitologias grega e nórdica. Estreando em 2005, a série tornou-se um título emblemático para a marca PlayStation, e Kratos é um dos seus personagens mais populares. A série consiste em oito jogos de várias plataformas. Cinco deles foram relançados em três compilações separadas para a plataforma PlayStation 3 (PS3): God of War Collection (2009), God of War: Origins Collection (2011) e God of War Saga (2012). Com exceção de God of War III no God of War Saga, cada coleção possui portings remasterizados dos jogos que não foram lançados originalmente no PlayStation 3. God of War III foi mais tarde remasterizado como  God of War III Remastered e lançado para PlayStation 4 (PS4) em julho de 2015. God of War: Betrayal e God of War: Ascension são os únicos títulos que não foram remasterizados para uma nova plataforma ou incluído em uma coleção.
Cada coleção foi elogiada por como os jogos foram remasterizados, bem como seu preço. A IGN afirmou que o God of War Collection era a "forma definitiva de jogar o[s] jogo[s]". God of War Collection levou a Sony a criar uma nova linha de jogos remasterizados para o PlayStation 3 (que se expandiu para o PlayStation Vita e o PlayStation 4). Embora o Origins Collection tenha sido criticado por sua falta de novos conteúdos bônus, a IGN disse que "a Sony conseguiu fazer bons jogos de maneira melhor". Para o Saga, a Digital Trends afirmou que é "talvez a melhor compra possível para qualquer console disponível".

## God of War Collection
God of War Collection é um porte remasterizado de God of War e God of War II para o PlayStation 3 em um único disco Blu-ray que foi lançado na América do Norte em 17 de novembro de 2009. É o primeiro jogo sob a linha "Classics HD" da Sony. A coleção foi incluída no God of War III Ultimate Trilogy Edition, lançado em 18 de março de 2010, na Austrália e Nova Zelândia, e em 19 de março na Europa. Foi lançado no Japão como um stand-alone em 18 de março, onde foi distribuído pela Capcom, e mais tarde foi lançado como parte do God of War III Trilogy Edition, que incluiu God of War III e God of War Collection, em 25 de março. Foi lançado como um stand-alone na Austrália em 29 de abril e na Europa em 30 de abril. Foi anunciada na Electronic Entertainment Expo 2013 (E3), uma versão para PlayStation Vita de God of War Collection, lançado em 6 de maio de 2014 na América do Norte, 9 de maio na Europa, 14 de maio na Austrália e 15 de maio no Japão.
God of War e God of War II foram portados pela Bluepoint Games e apresentam gráficos em 720p de alta definição a 60 quadros por segundo e troféus recompensáveis. Os materiais bônus da versão original de dois discos para PlayStation 2 de God of War II estão incluídos na versão Blu-ray da coleção. O porte foi produzido como resultado do feedback dos fãs da série e foi visto como um meio de introduzir novos jogadores antes que God of War III fosse lançado. A demo de God of War III na E3 2009 foi incluída nas primeiras cópias da coleção.
A Santa Monica Studio — a desenvolvedora original dos jogos — fez um sorteio em novembro de 2009 para o lançamento de God of War Collection. O grande prêmio foi um disco "Gold" autografado, arte exclusiva criada e assinada por um membro da equipe de God of War, uma camiseta do Kratos de edição limitada e uma estatueta de 10 polegadas (25 cm) da edição limitada do personagem. O primeiro lugar foi uma cópia de God of War Collection, assinada pela equipe de desenvolvimento. Os vencedores foram anunciados em dezembro de 2009.
Em 2 de novembro de 2010, God of War Collection foi lançado como um download digital na PlayStation Store. Os assinantes da PlayStation Plus podem fazer o download de uma avaliação de uma hora de cada jogo. Por um tempo limitado, assinantes Plus receberam uma skin de God of War III com a compra de cada jogo: "Phantom of Chaos" (God of War) e "Forgotten Warrior" (God of War II), respectivamente. Os materiais bônus para God of War II não foram incluídos na versão para download digital. A atualização do patch para a versão 1.01, lançada em 5 de setembro de 2012, permite que a versão para PlayStation 3 de God of War Collection possa ser jogado no PlayStation Vita através da função Remote Play.

### Recepção
God of War Collection foi aclamado pela crítica especializada. A agregação dos sites de avaliação GameRankings e Metacritic deu a versão PlayStation 3 uma porcentagem de 90.78% baseado em 43 comentários e 91/100 baseado em 50 avaliações e a versão PlayStation Vita uma porcentagem de 75.00% baseado em 15 comentários e 73/100 baseado em 28 avaliações.
A versão de PlayStation 3 foi aclamada pela crítica. A IGN deu ao jogo um prêmio "Editor's Choice" e elogiou as resoluções aprimoradas, o preço mais baixo e taxas de quadros mais suaves, e afirmou que era a "maneira definitiva de jogar o jogo". A 1up.com notou o tremendo aumento nos recursos visuais, mas disse que as cutscenes do motor gráfico pareciam borradas. A GamePro afirmou que a coleção é "dois jogos fantásticos em um disco por um preço baixo; e coloca você na mentalidade certa para God of War III". A PlayStation LifeStyle (5/5) disse: "Aqueles... familiarizados com Kratos irão apreciar o polimento extra que o Collection traz para dois dos melhores jogos da era PS2. Devido ao sucesso de God of War Collection, a Sony anunciou que outros títulos receberiam tratamento semelhante para lançamento sob sua nova marca "Classics HD". Em junho de 2012, God of War Collection vendeu mais de 2,4 milhões de cópias em todo o mundo, tornando-se o décimo oitavo jogo mais vendido de PlayStation 3 de todos os tempos.

## God of War: Origins Collection
God of War: Origins Collection (God of War Collection – Volume II na Europa e Austrália) é um porte remasterizado dos dois títulos da série de PlayStation Portable (PSP) — Chains of Olympus e Ghost of Sparta — para o PlayStation 3 em um disco Blu-ray. Foi anunciado na conferência de imprensa da Sony na E3 2011 e foi portado pela Ready at Dawn, o desenvolvedor dos jogos para PlayStation Portable. A coleção foi lançada em 13 de setembro de 2011, na América do Norte, 16 de setembro na Europa, 29 de setembro na Austrália e 6 de outubro no Japão. God of War: Origins Collection também foi lançado na América do Norte como um download digital na PlayStation Store em 13 de setembro.
God of War: Origins Collection apresenta vídeo em alta definição nativa de 1080p a 60 quadros por segundo, recursos de trepidação DualShock 3, Troféus, e também é a única versão de God of War que apresenta 3D estereoscópico. O documentário God of War – Game Directors Live, a skin bônus: Kratos Legionnaire, e Forest of the Forgotten combat arena (originalmente bônus de pré-venda para Ghost of Sparta) também estão incluídos em Origins Collection.

### Recepção
God of War: Origins Collection foi bem recebido pela crítica especializada. Ele recebeu uma pontuação de 86,62% com base em 41 avaliações no GameRankings e 84/100 com base em 58 avaliações no Metacritic.
A IGN afirmou que "a Sony conseguiu melhorar os bons jogos" e que "funcionam como uma experiência de lapso de tempo para que os jogadores tenham uma boa visão de como um desenvolvedor evolui de um jogo para outro". A GamePro notou a falta de novos conteúdos bônus e disse que "o 3D não necessariamente redefine radicalmente a experiência. Isso, no entanto, torna as coisas como lutas contra chefes e efeitos mágicos muito mais fascinantes", mas acrescentou que "todas as cinemáticas do jogo não estão em 3D, o que é ... lamentável, considerando como as cutscenes são uma parte integrante da narrativa em qualquer jogo de God of War". Em junho de 2012, God of War: Origins Collection vendeu mais de 711.737 cópias em todo o mundo.

## God of War Saga
God of War Saga é uma coleção de cinco jogos da série God of War para o PlayStation 3, lançados como parte da linha "PlayStation Collections" da Sony em 28 de agosto de 2012, na América do Norte. A coleção inclui God of War, God of War II, God of War III, Chains of Olympus e Ghost of Sparta. Possui dois discos Blu-ray — God of War I e II no primeiro e o III no segundo — e um comprovante para download de Chains of Olympus e Ghost of Sparta. Os jogos mantêm os mesmos recursos dos primeiros lançamentos do PS3. A coleção também inclui conteúdo bônus exclusivo e um comprovante para um teste de um mês da PlayStation Plus. Os jogos, com exceção de God of War III, também estão disponíveis para download na PlayStation Store. De 27 de setembro a 5 de outubro de 2012, para celebrar o lançamento de God of War Saga, a PlayStation.Blog fez uma contagem semanal dos cinco melhores momentos épicos de God of War, votados pela comunidade God of War no Facebook. "A morte de Ares" do primeiro God of War foi votado em número um como o evento mais épico de toda a saga.
Na América Latina, uma versão exclusiva de God of War Saga, intitulado God of War: Omega Collection, foi lançado em novembro de 2012. O Omega Collection possui três discos Blu-ray, ao contrário de dois, com Chains of Olympus e Ghost of Sparta incluídos no terceiro disco. Ele também inclui um estojo de jogo SteelBook com obras de arte exclusivas e uma estátua de bronze de edição limitada de Kratos, criada por um artista argentino.

### Recepção
Ryan Fleming da Digital Trends escreveu que a coleção "é talvez a melhor compra de valor para qualquer console disponível", e que para os fãs da série, "esta coleção não é para você" como todos os jogos (com exceção de God of War III) estão disponíveis para download e "provavelmente serão redundantes". No entanto, jogadores novos ou inexperientes devem comprá-lo. Fleming acrescentou que era estranho que os jogos de PSP fossem incluídos como downloads, e gostaria de ver o conteúdo migrar para o PlayStation Vita. Jeffrey L. Wilson da PC Magazine deu à coleção uma nota 4 de 5 e a chamou de "uma excelente compra para quem procura ação cinematográfica e encharcada de sangue - especialmente novatos que ganham cinco títulos pelo preço de um", mas acrescentou que os fãs de longa data podem não encontrar muito valor na coleção.